# Luisia megasepala
Luisia megasepala är en orkidéart som beskrevs av Bunzo Hayata. Luisia megasepala ingår i släktet Luisia och familjen orkidéer. Inga underarter finns listade i Catalogue of Life.